# كابو (أسطورة)
كابو (بالإنجليزية: Kapo)‏ ربة الخصب في هاواي.